# Rink Babka
Rink Babka, właśc. Richard Aldrich Babka (ur. 23 września 1936 w Cheyenne, w stanie Wyoming, zm. 15 stycznia 2022) – amerykański lekkoatleta dyskobol, rekordzista świata i medalista olimpijski z Rzymu.

## Kariera
12 sierpnia 1960 w Walnut ustanowił rekord świata w rzucie dyskiem wynikiem 59,91 m, odbierając go Edmundowi Piątkowskiemu. Rekord Babki poprawił niemal rok później Jay Silvester, który jako pierwszy przekroczył granicę 60 metrów w rzucie dyskiem.
Na igrzyskach olimpijskich w 1960 w Rzymie Babka zdobył srebrny medal, przegrywając ze swym rodakiem, obrońcą tytułu Alem Oerterem. Podczas igrzysk panamerykańskich w 1967 w Winnipeg również zdobył srebrny medal, za Amerykaninem Garym Carlsenem.
Był mistrzem Stanów Zjednoczonych (AAU) w 1958. W tym samym roku zdobył również akademickie mistrzostwo Stanów Zjednoczonych (NCAA).
Rekord życiowy Babki w rzucie dyskiem wynosił 63,93 m i pochodził z 1968 r.
Po zakończeniu kariery działał jako businessman.